# Vratimov (stacja kolejowa)
Vratimov – stacja kolejowa w Racimowie, w kraju morawsko-śląskim, w Czechach. 

## Historia
Stacja kolejowa została otwarta w 1884 roku. Wybudowano dworzec w którym znajdują się kasy biletowe oraz posterunek dyżurnego ruchu oraz dwa niezadaszone, wąskie perony. Ze stacji w kierunku południowym wychodzi bocznica do byłej kopalni węgla kamiennego Paskov oraz do czynnej kopalni Staříč II.